# Ōkami
Ōkami (japanisch 大神) ist ein japanisches Videospiel von Capcom mit Cel-Shading-Grafik. Ursprünglich entwickelt wurde es von Clover Studio unter Leitung des Produzenten Atsushi Inaba und erschien erstmals im Jahr 2006 für die PlayStation 2.
Der Spieler steuert in Ōkami die Sonnengöttin Amaterasu, die wichtigste Gottheit der Shintō-Religion. Diese ist in Gestalt eines weißen Wolfes auf die Erde gekommen, um die Welt von dem finsteren Dämon Orochi zu befreien.
Der Titel des Spiels ist ein Wortspiel. Das Wort ōkami (狼) heißt im Japanischen „Wolf“. Die Kanji-Schriftzeichen, aus denen der Titel geformt ist (大神) bedeuten aber auch „große Gottheit“. Anders geschrieben (大紙), aber gleich ausgesprochen, bedeutet es auch „großes Papier“, was eine Anspielung auf den Grafikstil des Spiels ist, der sich an Sumi-e (japanischer Tuschmalerei) orientiert.
Unter dem Titel Ōkami HD veröffentlichte Capcom ab 2012 auf verschiedenen Systemen eine höher auflösende Remaster-Version des Spiels, zuletzt auf der Nintendo Switch im Sommer 2018.

## Handlung
Die Geschichte von Ōkami trägt sich im Lande Nippon (japanisch für „Japan“) zu, an einem nicht weiter umrissenen Zeitpunkt in der klassischen Epoche Japans. Die Sonnengöttin Amaterasu muss das Land von dem Dämon Orochi befreien. Amaterasu ist eine Reinkarnation von Shiranui, die den Lindwurm Orochi (im Spiel und der Legende) schon einmal besiegt hatte. Nach dem großen Kampf wurde die Kraft Orochis durch ein Schwert versiegelt. Shiranui wurde in der Schlacht von dem großen Helden Nagi unterstützt. Am Ende starb die Wölfin jedoch, und als Nagi den Bewohnern des Dorfes ihren Leichnam brachte und ihnen erzählte, was Shiranui für sie tat, setzten sie der weißen Wölfin ein Denkmal. Nach 100 Jahren wird das Schwert, das die große Kraft des Lindwurms versiegelte, von einer Person entwendet und Orochi kehrt zurück. Von der großen Kraft geschwächt kommt Sakuya, die Beschützerin Nippons, zu der Statue von Shiranui. Sie gibt dem Denkmal das göttliche Instrument: Heilige Vergeltung. Somit erwacht Ōkami Amaterasu aus der Statue. Sakuya erklärt ihr die Lage und bittet sie um Hilfe.
Auf den ersten Blick scheint die Wölfin uninteressiert, bis der Koropokel Issun aus Sakuyas Dekolleté auftauchte. Der kleine, hüpfende Geist veranlasst die Göttin dazu, zu knurren. Nach kurzem Schlagabtausch entschließt Issun sich, mit Amaterasu zu reisen und ihr zu helfen. Ōkami Amaterasu bricht zunächst in eine Zwischenwelt auf, wo sie die erste Pinseltechnik „Restauration“ erhält. Dieses Level dient als Tutorial des Spiels. Nachdem man die Technik erhalten hat, entfesselt man das Dorf Kamiki.
Hier beginnt die eigentliche Handlung. Amaterasu erfährt von den Wächtersprösslingen, die in ganz Nippon verstreut stehen. Da diese ihr Leben verloren haben, erlernt sie die Technik „Blühen“ und bekommt den Auftrag, alle Wächtersprösslinge zu heilen. Um diese Aufgabe zu erfüllen, muss Amaterasu durch verschiedene Regionen Nippons reisen:
das Shinshu-Feld, der Agata-Wald, das Hana-Tal, die Ryoshima-Küste und viele weitere. Sie muss sich dabei durch einige Dungeons schlagen und Gegner besiegen. Bis Ende des Spiels erlernt Amaterasu alle 13 Pinseltechniken und stellt sich in der Arche der Yamato im Norden Nippons dem Erzvater des Bösen: Yami. Ist dieser besiegt, gelangt Amaterasu zurück auf die göttliche Ebene.

## Spielprinzip und Technik
Der Spieler steuert Amaterasu durch eine weitgehend lineare Handlung, die nur von optionalen Nebenaufgaben unterbrochen wird. In diesen kann der Spieler das Land wiederbeleben und dafür gepriesen werden, wodurch die Macht der Protagonistin wächst. Der Aufbau des spiels erinnert stark an die The-Legend-of-Zelda-Reihe und der Produzent des Spiels, Hideki Kamiya, behauptet von sich selber, ein „großer Zelda-Fan“ zu sein.
Die Kämpfe sind überwiegend optional und finden in einer plötzlich auftauchenden, abgegrenzten „Arena“ statt, in welcher Amaterasu Gegner durch Waffen, Kampf- und Pinseltechniken bekämpfen kann. Jenen kann man durch Attacken auf helle Stellen in der Abgrenzung meist entgehen. Die Gegner sind keine klassischen Fantasy-Kreaturen oder Humanoide, sondern an Yokai angelehnte Dämonen, Tier- oder Pflanzenwesen. Nach einem Kampf erhält der Spieler Geld. Von diesem Geld kann sich der Spieler diverse Gegenstände und Waffen kaufen, es an bestimmten Quellen spenden oder er legt es in einem Dojo an, um neue Kampftechniken zu erlernen. Die Waffen, die von den Throninsignien Japans inspiriert wurden, können als Erst- oder Zweitwaffe ausgerüstet werden.
Der Spieler muss in vielen Situation den „Göttlichen Pinsel“ benutzen. Hierzu lässt sich das Spiel jederzeit mit der R1- oder B-Taste „einfrieren“. Mit der Quadrat oder A-Taste (oder für dickere und dünnere Striche auch mit der Dreieck-Taste) und dem linken Analogstick kann man nun zeichnen.
So kann man zum Beispiel Brücken reparieren, Feinde bekämpfen oder Wind erzeugen. Diese Techniken erlernt Amaterasu während des Spiels, wenn man Sternbilder vervollständigt. Man erhält die Techniken von Göttern, angelehnt an die chinesischen Tierzeichen.

### Waffen
Es gibt drei verschiedene Waffentypen; Perlen, Spiegel (scheibenförmig) und Schwerter. Perlen ermöglichen als Erstwaffe mehrere Treffer mit einem Angriff, dabei wird die Perlenkette wie eine Peitsche eingesetzt und jede Perle kann einen Treffer landen (je näher der Gegner desto mehr). Als Zweitwaffe lassen sie sich einzeln auf den Gegner schießen und stellen damit die einzige Fernkampfwaffe des Spiels dar. Spiegel und Schwerter schwingen, als Erstwaffe, durch die Luft, wobei Spiegel eine etwas größere Reichweite besitzen. Mit einem Schwert als Nebenwaffe kann man kurze, starke Hiebe auf nahe Gegner austeilen und ein Spiegel blockt Angriffe, wie ein Schild. Man bekommt später, je nach Aufgabe oder durch Investition von Geld, auch Waffen mit der Kraft der Elemente. Dabei handelt es sich um einen Spiegel, mit dem man das Feuer beherrschen kann, ein Schwert mit Blitzkräften und Perlen mit der Kraft des Eises.

## Entwicklung

### Veröffentlichungen
Im Oktober 2009 erschien ein Port für die Wii, welche von Capcom in Auftrag gegeben und von dem amerikanischen Entwicklerstudio Ready at Dawn umgesetzt wurde. Seit dem 31. Oktober 2012 ist zudem eine HD-Version von Ōkami für PlayStation 3 im europäischen PlayStation Network erhältlich. Ōkami HD bietet neben HD-Grafik auch Trophäen und PlayStation-Move-Unterstützung. In dieser Variante erschien das Spiel am 12. Dezember 2017 auch für die PlayStation 4 und für die Xbox One auf Blu-ray Disc und als Download sowie für Microsoft Windows als Steam-Download. Am 9. August 2018 erschien Ōkami HD für die Nintendo Switch.

### Unterschiede in der Wii-Version
In der Wii-Version wird der göttliche Pinsel mittels der Pointerfunktion der Wii-Remote gesteuert und Angriffe durch Schütteln der Wii-Remote. Außerdem besitzt das Spiel erstmals einen 16:9-Modus und schärfere Texturen.
Da die Clover Studios zum Zeitpunkt der Entwicklung der Wii-Version nicht mehr existierten, ist zudem der ursprüngliche Abspann des Spiels nicht mehr vorhanden, da dieser das Logo der Clover-Studios enthielt und Capcom nicht mehr die Rechte an dem Logo besaß. 2009 erschien die Wii-Version verspätet auch in Japan, dort wiederum, aufgrund zahlreicher Proteste, mit dem Original-Abspann.

### Musik
Die Musik von Ōkami wurde von klassischen japanischen Folklore-Stücken inspiriert. Das Lied „Reset“, das während des Abspanns gespielt wird, wurde von Ayaka Hirahara gesungen. Capcom veröffentlichte zu dem Spiel einen Soundtrack mit 5 CDs, welcher aber nur in Japan erschien. Nach dem Durchspielen des Spiels wird ein „Musiktheater“ freigeschaltet, in welchem man sich die Musik des Spiels anhören kann.

### Nachfolger
Anfang September 2009 kündigte Capcom in der japanischen Videospielzeitschrift Famitsu einen Nachfolger zu Ōkami an. Ōkamiden (jap. 大神伝～小さき太陽～) erschien in Japan 2010 für Nintendo DS und ist seit dem 18. März 2011 auch in Europa erhältlich. Ōkamiden spielt erneut in der Welt Nippon und erzählt von den Abenteuern von Chibiterasu und dem Sohn Susanos. Das Spiel wurde, anders als der Vorgänger, nicht für den europäischen Markt lokalisiert und erschien außerhalb Japans ausschließlich mit englischen Texten.
Bei den Game Awards 2024 wurde überraschend bekanntgegeben, dass eine direkte Fortsetzung für Ōkami unter Produzent Hideki Kamiya in Arbeit ist. Ein Veröffentlichungstermin steht noch nicht fest.

## Rezeption
Ōkami erhielt von der Presse durchgehend hervorragende Bewertungen. Metacritic ermittelt aus 69 Rezensionen eine durchschnittliche Bewertung von 93 von 100 Punkten. Die Plattform critify.de weist für 25 deutschsprachige Rezensionen für die Plattform Wii einen Durchschnitt von 88 von 100 Punkten aus, für die Plattform Playstation 2 werden bei 21 Rezensionen im Schnitt 91 Punkte erreicht.
Die Grafik des Spiels wurde universell gelobt, sowohl hinsichtlich des einzigartigen Stils als auch der Darstellungsqualität. Die Pinseltechniken und die Handlungsmöglichkeiten, welche sich aus ihrer geschickten Kombination ergeben, wurden jedoch als größte Stärke des Spiels empfunden. Trotz dieser Komplexität bleiben die Rätsel stets zugänglich und die Kämpfe einfach genug, dass auch mäßig kompetente Spieler daran wahrscheinlich nicht scheitern werden.
Auch die gewissenhafte Umsetzung japanischer Mythologie sowie der subtile Humor, insbesondere in Form des teilweise cholerischen Issun, der eine durch und durch bessere Version von Navi aus The Legend of Zelda: Ocarina of Time.
Bemängelt wurde die fehlende Sprachausgabe, was insbesondere in Anbetracht der sonst sehr guten Soundqualität auffiel. Auch ergießt sich die Handlung stellenweise in Details und zieht sich gegen Ende etwas. Insbesondere die Kämpfe verlieren im Laufe des Spiels ein wenig ihren Reiz. Bei der Version für die Wii fielen die etwas weniger präzise Steuerung und die veränderte Optik durch den schwächeren Papier-und-Tuschefilter negativ auf.

### Auszeichnungen
IGN zeichnete das Spiel als „Adventure Game of the Year“ 2006 aus und verlieh den zweiten Preis in der Kategorie „Best Artistic Design“. Auf dem Edinburgh Interactive Festival 2007 erhielt Ōkami den begehrten Edge Award. Es gewann die BAFTA Game Awards 2007 für „Artistic Achievement“ und „Original Score“ und wurde bei den Game Developers Choice Awards 2007 in den Kategorien „Best Character Design“ und „Innovation“ ausgezeichnet.

### Verkaufszahlen
Trotz sehr guter Bewertungen war das Spiel bei Veröffentlichung ein finanzieller Misserfolg. Erst durch die Remaster auf folgenden Konsolengenerationen erreichte es ein breiteres Publikum und höhere Verkaufszahlen.
Im Jahr der Veröffentlichung verkaufte sich Ōkami nur etwa 200.000-mal in den USA und etwa 66.000-mal in Japan. Weltweit wurden für die Playstation 2 und Wii insgesamt 600.000 Stück verkauft, jeweils etwa hälftig auf die beiden Plattformen verteilt. Damit ist es das sich am schlechtesten verkaufende Videospiel, dass von der Fachpresse als Spiel des Jahres ausgezeichnet wurde.
Die Remaster für andere Plattformen verkauften sich bis 2019 insgesamt etwa 1 Million Mal. Ende 2020 wurden die Verkaufszahlen für die verschiedenen Plattformen bekannt, welche sich folgendermaßen verteilten:
- Switch – 600.000
- PC – 536.000
- PlayStation 3 – 529.000
- PlayStation 4 – 445.000
- Xbox One – 121.000